# تترای کنگو
تترای کنگو (Phenacogrammus interruptus) گونه ای از ماهیان از خانواده تترا آفریقایی است که در حوضه مرکزی رودخانه کنگو در آفریقا یافت می‌شود. معمولاً در آکواریوم نگهداری می‌شود.

## ویژگی‌ها
تترای کنگو دارای شکل معمولی همه تترا‌ها با مقیاس‌های نسبتاً بزرگ است. هنگامی که بالغ می‌شوند، رنگهای مایل به زرد تترای کنگو از قسمت جلوی بدن به عقب و رنگ آبی که از بالای بدن شروع و از وسط بدن به رنگ قرمز متمایل می‌شود، درست بالای شکم به رنگ زرد طلایی و آبی می‌رسد. رنگهای فلورسنت و فریبنده این تترا نیست که آن را بسیار متمایز نمی‌کند، بلکه باله دم آن است که به صورت زائده ای پر از خاکستری بنفش با لبه‌های سفید در می‌آید. نرها به ۸٫۵ سانتی‌متر و ماده‌ها تا ۶ سانتی‌متر رشد می‌کنند. هر چقدر نر بزرگتر باشد پررنگ تر، همچنین باله دم و باله پشتی بیشتر کشیده شده‌است. آنها بعضاً دارای رنگهای متفاوتی در باله دمی هستند.

## تجارت و نگهداری در آکواریوم
تترای کنگو یک گونه آکواریومی محبوب است. با این حال، به علت اندازه بزرگ و فعال و پر جنب و جوش بودن، آنها ماهی مناسبی برای آکواریوم‌های کوچک نیستند. آنها به راحتی با رژیم‌های غذایی مانند گرانول و غذاهای منجمد سازگار می‌شوند، اگرچه در طبیعت از غذاهای زنده تغذیه می‌کنند. آنها با موفقیت در اسارت پرورش داده شده‌اند و ماهی‌های پرورش یافته در اسارت، معمولاً در دسترس هستند. در حالی که می‌توان آنها را در طیف گسترده‌تری از پارامترهای آب سالم نگه داشت، پرورش اغلب به پارامترهای آب شبیه به زیستگاه طبیعی آنها نیاز دارد. کیفیت نامناسب آب بر رشد باله نر تأثیر می‌گذارد و منجر به از دست دادن رنگ می‌شود. دمای آب ۲۳٫۵ تا ۲۷ درجه سانتی گراد و درجه سختی آب (PH) 6.5 برای تترا کنگو مناسب می‌باشد.

## وضعیت حفاظت
در فهرست IUCN تترای کنگو را به عنوان گونه ای با کمترین نگرانی ذکر شده‌است.